# Серю Ларсен, Яфет
Яфет Серю Ларсен (дат. Japhet Sery Larsen; 10 апреля 2000, Дания) — датский футболист, защитник клуба «Бранн».

## Карьера
Серю Ларсен начал свою футбольную карьеру в молодежных командах «CIK», «КБ», «Б-93», «Люнгбю», а с 2015 года стал заниматься в академии «Мидтьюлланн». В 2019 году подписал пятилетний контракт. 22 июня 2019 года на правах аренды перешел в «Брентфорд Б» сроком на один сезон. 4 января 2020 присутствовал в заявке матча третьего раунда Кубка Англии против «Сток Сити», но так и не появился на поле. 6 июля 2020 вернулся обратно в датский клуб. С сезона 2020/21 стал играть за первую команду «Мидтьюлланн». Дебютировал в Суперлиги 4 октября 2020 года в матче против «Хорсенс». 
24 июля 2021 года подписал четырехлетний контракт с норвежским клубом «Бранн». Через восемь дней дебютировал за клуб в Кубке Норвегии против «Фана». После матча был госпитализирован в больницу, а на следующий день был прооперирован. У Серю Ларсена был удален аппендицит, в результате чего смог восстановиться только к началу сентября. В оставшейся части сезона Элитсерии 2021 провел 7 матчей и забил 1 гол.
В феврале 2022 года перешел в клуб «Будё-Глимт» подписав трехлетний контракт. 18 апреля 2022 года дебютировал за клуб в Элитсерии против «Волеренга».
25 января 2023 годе вернулся обратно в «Бранн» подписав контракт до 2026 года. 

### Сборная
Серю Ларсен принимал участие в составе национальных сборных Дании в различных возрастных группах, включая команды до 16, до 17, до 18, до 19 лет и до 21 года.

## Личная жизнь
Серю Ларсен ивуарийского происхождения. Его кумиром является Дидье Дрогба, а любимым клубом «Челси».

## Статистика
| Выступление      | Выступление      | Выступление      | Лига | Лига | Кубок | Кубок | Еврокубки | Еврокубки | Итого | Итого |
| Клуб             | Лига             | Сезон            | Игры | Голы | Игры  | Голы  | Игры      | Голы      | Игры  | Голы  |
| ---------------- | ---------------- | ---------------- | ---- | ---- | ----- | ----- | --------- | --------- | ----- | ----- |
| Мидтьюлланн      | Суперлига        | 2020/21          | 4    | 0    | 4     | 1     | —         | —         | 8     | 1     |
| Мидтьюлланн      | Итого            | Итого            | 4    | 0    | 4     | 1     | —         | —         | 8     | 1     |
| Бранн            | Элитсерия        | 2021             | 7    | 1    | 1     | 0     | —         | —         | 8     | 1     |
| Бранн            | Итого            | Итого            | 7    | 1    | 1     | 0     | —         | —         | 8     | 1     |
| Будё-Глимт       | Элитсерия        | 2022             | 10   | 0    | 2     | 0     | 5         | 0         | 17    | 0     |
| Будё-Глимт       | Итого            | Итого            | 10   | 0    | 2     | 0     | 5         | 0         | 17    | 0     |
| Бранн            | Элитсерия        | 2023             | 9    | 0    | 5     | 0     | —         | —         | 14    | 0     |
| Бранн            | Итого            | Итого            | 9    | 0    | 5     | 0     | —         | —         | 14    | 0     |
| Всего за карьеру | Всего за карьеру | Всего за карьеру | 30   | 1    | 12    | 1     | 5         | 0         | 47    | 2     |